# Blesovce
Blesovce este o comună slovacă, aflată în districtul Topoľčany din regiunea Nitra. Localitatea se află la altitudinea de 233 m deasupra n.m., se întinde pe o suprafață de 5,08 km2 și în 2017 număra 337 de locuitori.

## Istoric
Localitatea Blesovce este atestată documentar din 1246.

## Demografie
| An:                | 1994 | 2004   | 2014    | 2024   |
| ------------------ | ---- | ------ | ------- | ------ |
| Număr de persoane: | 377  | 396    | 345     | 330    |
| Diferență:         |      | +5,03% | −12,87% | −4,34% |

| An:                | 2023 | 2024   |
| ------------------ | ---- | ------ |
| Număr de persoane: | 335  | 330    |
| Diferență:         |      | −1,49% |